# Erwin von Merseburg
Erwin von Merseburg, auch senior Erwin (* um 840 in vermutlich Merseburg; † vor 906 ebenda), war ein reich begüterter Adliger und wohl auch Graf (im Hassegau und im Gau Friesenfeld) an der Ostgrenze des damaligen Ostfrankenreichs. 

## Herkunft und Familie
Erwin von Merseburg war mit einer namentlich unbekannten Frau verheiratet. Aus einer Nachricht Widukinds von Corvey kann lediglich abgeleitet werden, dass es sich um die Schwester Hildegards handelte, der Gemahlin des ostfälischen Grafen Thietmar. In einem Gedenkeintrag des Grafen Meginwarch im Reichenauer Verbrüderungsbuch findet sich nach dem Eintrag Meginwarchs und seiner Frau Kerlind das Paar Eberwin und Wentila, also eines Erwin und einer Wendilgard. In demselben Eintrag folgt weiter unten ein Paar Eberwin und Hildegart. Den dort genannten Eberwin identifizierte Reinhard Wenskus 1976 mit Erwin von Merseburg. Dann hieße die Frau Erwins Hildegard, würde damit aber denselben Namen tragen wie ihre Schwester. Auch Gerd Althoff verweist im Zusammenhang mit den Namen Eberwin in dem von Reinhard Wenskus erörterten Gruppeneintrag des Reichenauer Verbrüderungsbuches auf Erwin von Merseburg, entscheidet sich aber nicht für einen der beiden Namensträger. Demnach bleibt offen, ob nicht auch Wendilgard als Ehefrau Erwins von Merseburg in Betracht käme. Auffällig ist in diesem Zusammenhang, dass sowohl Widukind von Corvey als auch Thietmar von Merseburg für die Zeit nach Erwins Tod von einem offensichtlich jüngeren Erwin berichten, der nach seiner Beteiligung an dem Mordanschlag auf König Otto den Großen zu Ostern des Jahres 941 hingerichtet wurde. Dabei soll es sich nach Anschauung der Zeitgenossen und dem Selbstverständnis dieses Erwin um einen sehr bedeutenden Großen gehandelt haben.
Zum weiteren familiären Umfeld Erwins von Merseburg gehörten nach Auffassung von Reinhard Wenskus  Meginwarch und Thietmar. Mit diesen sei Erwin über seine und Thietmars Ehefrau verschwägert gewesen, zumal Thietmars Sohn Siegfried und Meginwarch offenbar Güter an denselben Orten besaßen, die zuvor durch Erbteilung auseinandergefallen sein könnten.
Erwin von Merseburg verstarb nach den Quellen ohne männlichen Erben, so dass seine reichen Güter seinen beiden Töchtern zufielen. Die eine ist namentlich unbekannt und über ihr Schicksal geben die Quellen keinerlei Aufschluss. Es ist davon auszugehen, dass sie ohne Erben verstarb, da ein Teil des reichen Erwinschen Besitzes über ihre Tante Hildegard und ihren Onkel Thietmar ihrem Cousin, dem späteren Legaten Siegfried, zufiel.
Umso bedeutender war ihre Schwester Hatheburg, die 876 geboren und der Gepflogenheit der Zeit entsprechend um 890 ein erstes Mal verheiratet wurde. Doch bereits um 900 war sie verwitwet und hatte als Nonne den Schleier genommen.  Was die Liudolfinger mit Waffengewalt nicht nehmen konnten, versuchten sie mittels der Heiratspolitik zu bekommen. Im Jahre 906 heiratete der spätere König Heinrich, der Sohn des sächsischen Herzogs Otto des Erlauchten, Hatheburg – und trennte sich bereits 909 wieder von ihr, ohne jedoch ihre reichen Güter jemals wieder herauszugeben. Hatheburg musste erneut den Schleier, diesmal als Äbtissin, nehmen, und verschwand damit aus den zeitgenössischen Belegen. Aus der Verbindung entstammte ein Sohn, Thankmar.

## Leben
Infolge der quellenarmen Zeit gibt es über das Leben des senior Erwin nur wenig gesicherte Informationen. Er war Besitzer der befestigten Burgsiedlung Altenburg auf dem Merseburger Domhügel, welche zu einem seit etwa 780 erschließbaren fränkischen Burgensystem gehörte und um 880 im Hersfelder Zehntverzeichnis als „Mersiburc civitas“ Erwähnung fand. Die Burgsiedlung beherrschte den Saaleübergang wichtiger Fernstraßen vom Rhein-Main-Gebiet in die Gebiete östlich der damaligen Grenzlinie an Elbe und Saale, welche zur Zeit des seniors Erwin zur Sorbenmark (Limes Sorabicus) gerechnet wurden. Außerdem war er sowohl im Hassegau als auch im Gau Friesenfeld sehr reich begütert, so dass er dort als Graf angesehen werden kann, ohne dass die Quellen ihn jedoch explizit als "comes" (Grafen) erwähnen. Dies mag aber seiner quellenarmen Zeit geschuldet sein.   
Legenden verlängern die Geschichte von Erwins Familie auf der Altenburg bis in die Zeit der Feldzüge Karls des Großen gegen die Sorben. Im Jahre 806 versammelten sich die fränkischen Heere unter Führung von König Karl dem Jüngeren (Sohn Karls des Großen) in dem ebenfalls wie Merseburg an einem wichtigen Saaleübergang gelegenen "uualadala" (dem heutigen Waldau in Bernburg). Bei diesem Feldzug wurde der "stolze König Milito, der im Gebiet der Sorben herrschte, getötet" (Chronik von Moissac). Ein Großvater Erwins gleichen Namens hätte sich hierbei so sehr hervorgetan, dass er die civitas Mersiburc zum Schutze gegen die Sorben überantwortet bekam. Dieser Großvater wäre dann "marchio" (Markgraf) der Sorbenmark noch vor Thakulf gewesen, der von 849 bis 873 für dieses Amt belegt ist. Demnach wäre der senior Erwin auf der Altenburg nicht nur gestorben, sondern auch schon geboren. Einen urkundlichen Beleg gibt es hierüber allerdings nicht. 
Strittig ist auch, ob Erwin von Merseburg nach dem 892 erfolgten Sturz des fränkischen (älteren) Babenbergers Poppo, einem Herzog der Thüringer, dessen Amt des Markgrafen der Sorbenmark erhalten hat. Von 898 bis 912 erscheinen suebische Grafen aus dem Schwabengau und dem Harzgau in diesem Amt. In den Auseinandersetzungen dieser Markgrafen mit den Liudolfingern um die Hegemonie in Sachsen stand Erwin unverbrüchlich auf Seiten der ostfälischen Grafen.

## Nachwirkung
Aus der Burgsiedlung Altenburg und den umfangreichen Gütern Erwins, welche über Hatheburg an die Liudolfinger fielen, entstand ein umfangreiches, mit einer Mauer umwehrtes Königsgut mit Besitzungen in und westlich von Merseburg. Auf dem Domhügel wurde eine Königspfalz, an der Saale eine Königsmühle errichtet. Bei dieser Pfalz baute man mit der Johanniskirche die zweite Kirche Merseburgs neben der sicherlich schon fränkischen Peterskirche. Die "Merseburger Schar" (legio Mesaburiorum) diente als Grenzwacht gegen die Sorben und Ungarn. Schon 932 erscheint ein "comitatus" (Hof) Merseburg, als die Burgsiedlung ihre Funktion als Ostgrenze des Reiches eingebüßt hatte. 933 belegt die Bezeichnung "palatium" die Königspfalz in Merseburg, welches 968 sogar zum Bischofssitz und Markgrafensitz mit Münzstätte erhoben wird.
Aus den anderen umfangreichen Gütern Erwins, welche über Hildegard an Siegfried von Merseburg fielen, entstand immer noch eine so bedeutende Hausmacht, dass Siegfried als mächtigster Sachse nach dem König bezeichnet werden konnte. Nach dem Tode Siegfrieds im Jahre 937 gab es über dessen Nachfolge und Erbe einen Streit zwischen Erwins Enkel, dem Königsbruder Thankmar und Siegfrieds Bruder Gero, den der damals noch junge König Otto I. zugunsten seines Vertrauten Geros entschied. Da Thankmar über seine Mutter Hatheburg die größere Berechtigung sah, wurde diese Entscheidung zum Auslöser für seinen Aufstand, an dessen Ende er 938 getötet wurde.